# Montagne (Itália)
Montagne é uma comuna italiana da região do Trentino-Alto Ádige, província de Trento, com cerca de 303 habitantes. Estende-se por uma área de 12 km², tendo uma densidade populacional de 25 hab/km². Faz fronteira com Ragoli, Spiazzo, Bocenago, Pelugo, Stenico, Villa Rendena, Vigo Rendena, Darè, Preore.